# Andorra en los Juegos Olímpicos de Albertville 1992
Andorra estuvo representada en los Juegos Olímpicos de Albertville 1992 por un total de 5 deportistas que compitieron en esquí alpino.
El equipo olímpico andorrano no obtuvo ninguna medalla en estos Juegos.